# 伊爾克利河 (第聶伯河支流)
伊爾克利河（烏克蘭語：Ірклій），是烏克蘭的河流，位於該國中部，發源自科明捷爾恩以東，流經切爾卡瑟州，河口處在伊爾克利伊夫西南面，河道全長39公里，流域面積318平方公里。